# Dipeptidil peptidasa-4
La dipeptidil peptidasa-4 (DPP4), también conocida como adenosina deaminasa proteína acomplejante 2 o CD26 (clúster de diferenciación 26) es una proteína que, en los humanos, se encuentra codificada por el gen DPP4. DPP4 se encuentra relacionada con la atractina, FAP, DPP8 y DPP9. La dipeptidil peptidasa 4 presenta actividad enzimática (EC 3.4.14.5) y actúa degradando a las hormonas incretinicas GLP-1 y GIP.
Se ha desarrollado y están siendo utilizados una nueva clase de medicamentos basados en la inhibición de la DPP-4 para el tratamiento de la diabetes tipo 2. Estos compuestos bloquean la degradación de las hormonas incretínicas, tales como la GLP-1, y pueden incrementar sus niveles naturales en circulación favoreciendo el control glucémico en pacientes diabéticos tipo 2.

## Función
La proteína codificada por el gen DPP4 es una enzima antigénica expresada en la superficie de la mayoría de las células y se encuentra asociada con la regulación inmune, transducción de señales y apoptosis. Es una glicoproteína intrínseca de membrana y presenta actividad serina exopeptidasa que escinde los dipéptidos X-prolina a partir del extremo N-terminal de los polipéptidos. Es una enzima ampliamente indiscriminada con un amplio rango de sustratos conocidos. Los sustratos de la CD26/DPPIV son péptidos que contienen prolina(o alanina) entre los que se incluyen factores de crecimiento, quimiocinas, neuropéptidos, y péptidos vasoactivos. La DPP4 desempeña un rol mayor en el metabolismo de la glucosa. Es responsable por la degradación de las incretinas tales como el GLP-1. Adicionalmente, parece funcionar como un supresor en el desarrollo de cáncer y tumores.
La DPP-4 también se une a la enzima adenosina deaminasa específicamente y con alta afinidad. La importancia de esta interacción aún no ha sido establecida.

## Estudios en animales
Los estudios en animales sugieren un rol patogenético de esta proteína en el desarrollo de fibrosis en varios órganos, tales como hígado y riñones.

## Importancia clínica
La CD26/DPPIV desempeña un rol importante en la biología tumoral, y resulta útil como marcadora de varios tipos de cáncer, mostrando unos niveles de expresión en la superficie celular y en el plasma aumentados en algunos tipos de neoplasias y disminuidos en otros.
Se ha desarrollado una nueva clase de hipoglucemiantes orales llamados inhibidores de la dipeptidil peptidasa-4 que funcionan inhibiendo la acción de esta enzima, prolongando de esta forma los efectos de incretinas in vivo.
También se ha encontrado que un nuevo tipo de coronavirus relacionado con el SARS, llamado coronavirus del síndrome respiratorio de oriente medio, se une a la DPP4. La DPP4 se encuentra en la superficie de las células de las vías aéreas y de los riñones. Los científicos podrían ser capaces de utilizar esto para tomar ventaja bloqueando el ingreso del virus en las células.

## Fármacos relacionados
Sitagliptina: Es un inhibidor de la dipeptidil peptidasa-4 (DPP-4), que actúa evitando la degradación de las incretinas.